# Yıldırım Akbulut
Yıldırım Akbulut (Erzincan, 2 de septiembre de 1935-Ankara, 14 de abril de 2021), fue un político turco, líder de la Anavatan Partisi (Partido Patria), fue primer ministro de Turquía y dos veces presidente de la Gran Asamblea Nacional de Turquía.

## Biografía
Nació en 1935 en Erzincan, Turquía, hijo de un cartero. Después de terminar la escuela secundaria, Yıldırım Akbulut estudio Derecho en la Universidad de Estambul. Luego de su graduación, trabajó como abogado independiente.
Luego entró en la política, Akbulut fue elegido para el parlamento de la provincia de Erzincan. Se desempeñó como ministro del Interior en el gabinete de Turgut Özal. Fue elegido presidente del Parlamento de servicio entre 24 de diciembre de 1987 y el 9 de noviembre de 1989.
Después de la elección de Turgut Özal resultó elegido presidente de la Gran Asamblea Nacional de Turquía, Akbulut ejerció como primer ministro desde el 9 de noviembre de 1989 hasta el 23 de junio de 1991.
El 20 de mayo de 1999, Yıldırım Akbulut fue elegido por segunda vez presidente de la Gran Asamblea Nacional, que duró hasta el 30 de septiembre de 2000.
Padecía una afección cardíaca arteroesclerótica y una afección cardíaca tratadas desde hacía varios años. Ingresó el 28 de febrero de 2021 en el centro de cardiología del Hospital Ibni Sina de la Facultad de medicina de Universidad de Ankara. Fue trasladado a la unidad de Cuidados intensivos del mismo centro hospitalario el 10 de abril donde falleció cuatro días después, el 14 de abril, a los ochenta y cinco años.
| Predecesor: Ali Bozer | Primer ministro de Turquía 1989 - 1991 | Sucesor: Mesut Yılmaz |